# Erik il Vikingo
Erik il Vikingo (Erik the Viking) è un film del 1989 diretto da Terry Jones.
Pellicola fantastica ispirata al racconto per ragazzi The Saga of Erik the Viking dello stesso regista Terry Jones.

## Trama
Da quando è calata l'era di Ragnarock, sulla terra dei vichinghi non sorge più il sole. Su consiglio della strega Freya, il giovane Erik parte con un gruppo di improbabili guerrieri verso Asgard, la terra degli Dei e degli eroi morti in battaglia. La missione di Erik è quella di riportare il sole nella sua terra, ma per riuscirci deve prima sconfiggere il mostro degli oceani ed il temibile Halfaan il Nero.

## Distribuzione
La pellicola è stata distribuita nelle sale cinematografiche italiane il 16 marzo del 1990.